# Peter Debye
Petrus Josephus Wilhelmus Debye nebo Peter Debye (24. března 1884, Maastricht – 2. listopadu 1966, Ithaca, New York, USA) byl nizozemský fyzik a teoretický chemik, nositel Nobelovy ceny. 
Roku 1936 dostal Nobelovu cenu za chemii za výzkum stavby molekul, zejména za zkoumání dipólových momentů a rozptylů elektronů a rentgenového záření v plynech.

## Život
Vystudoval Vysokou školu technickou v Cáchách. Zde ho nejvíce ovlivnily přednášky Arnolda Sommerfelda a Wilhelma Wiena. Ti ho nasměrovali k teoretické fyzice. V Cáchách absolvoval roku 1905. Rok poté nastoupil jako asistent k Sommerfeldovi na Mnichovskou univerzitu. Zde si roku 1908 udělal doktorát. Po odchodu Alberta Einsteina z Curyšské univerzity (do Prahy), zaujal jeho místo. Učil v Curychu v letech 1911-1912. V roce 1912 získal post profesora teoretické fyziky na univerzitě v Utrechtu. V roce 1913 stejný post získal na univerzitě v Göttingenu, kde spolupracoval s Paulem Scherrerem, zejména na výzkumu struktury látek. V roce 1920 se Debye vrátil do Curychu a začal studovat zejména termodynamiku, fyzikální chemii a statistickou fyzikou.Spřátelil se zde mj. s Erwinem Schrödingerem. V roce 1927 byl Debye jmenován ředitelem Fyzikálního ústavu v Lipsku a stal se profesorem Lipské univerzity. V roce 1935 stejné místo zaujal ve Fyzikálním ústavu císaře Viléma v Berlíně. Německo musel pod tlakem nacistů opustit v roce 1940 (dva měsíce před invazí Němců do jeho rodné země) a odešel do Spojených států. Učil na Cornellově univerzitě v Ithace. Roku 1946 získal americké občanství. V Ithace dožil.
Zajímavostí je, že roku 1966 získal čestný doktorát Karlovy univerzity v Praze.

## Dílo
Začínal studiem měrné tepelné kapacity pevných látek, které v Curychu "zdědil" po Einsteinovi. Později navázal na Laueho studium difrakce rentgenového záření na krystalech. Zkoumal též vliv tepelných kmitů atomů na rozptyl rentgenového záření. Jeho Debye–Scherrerova prášková metoda dokáže určit atomovou strukturu krystalů pomocí rentgenového záření. Definoval relaxační vzorce, určil stálý elektrický dipólový moment i u složitých molekul. Především za tyto rentgenologické a molekulární objevy dostal Nobelovu cenu.
Později, ve svém americkém období, trochu změnil svůj předmět zkoumání. Věnoval se hlavně fyzice makromolekul a koloidních roztoků. Objevil dielektrické vlastností polymerů, zkoumal i termodifuzi v polymerních roztocích. Měřil také rozptyl světla na makromolekulách.